# Piper PA-23 Apache

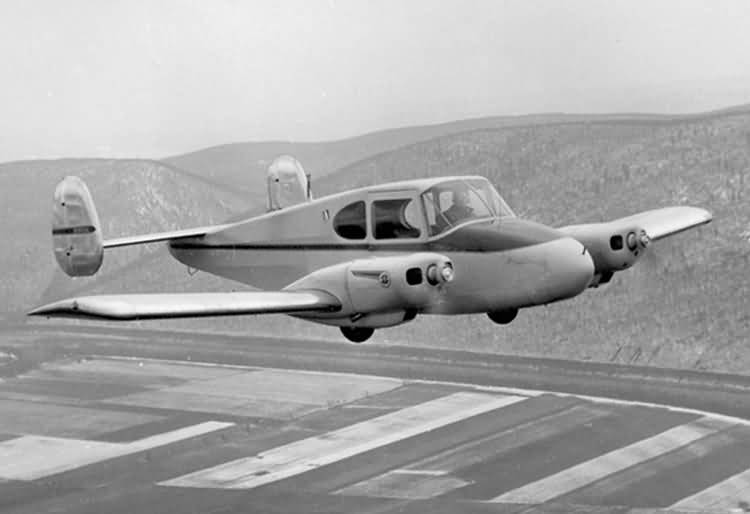
Piper PA-23 w trakcie startu

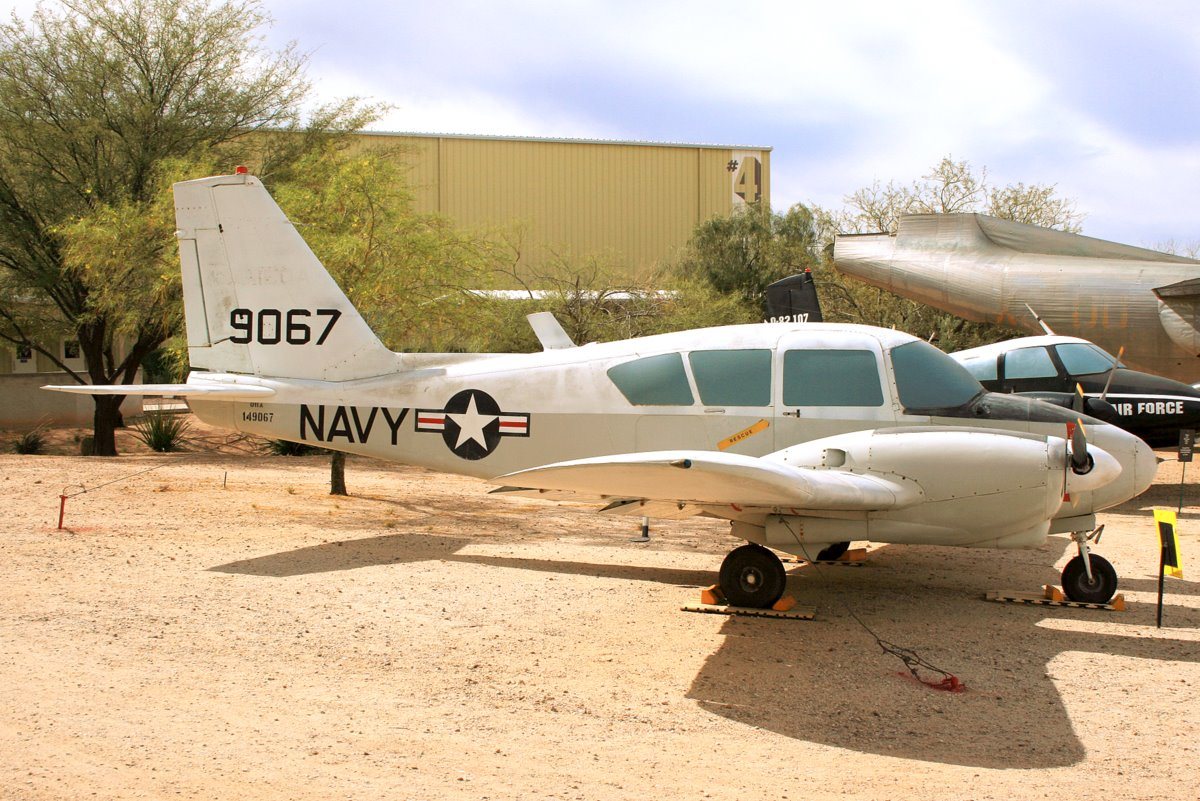
Apache wchodzący w skład sił powietrznych USA

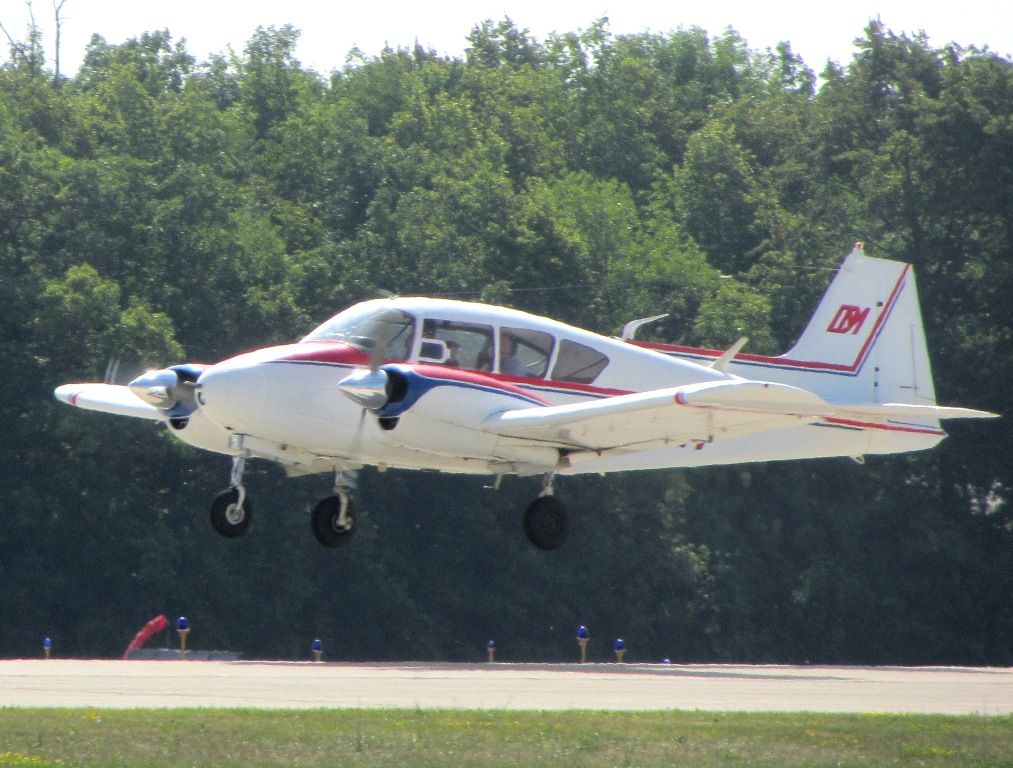
Piper PA-23 Geronimo

Piper PA-23 Apache – dwusilnikowy lekki samolot, którego oblotu dokonano 2 marca 1952 roku. Był produkowany przez firmę Piper Aircraft w latach 1954–1982 na terenie Stanów Zjednoczonych.

## Historia
W 1948 roku firma Piper przejęła majątek zakładu Stinson Aircraft wraz z projektem czteroosobowego, lekkiego samolotu z dwoma silnikami. Piper nie korzystał z tego projektu przez kilka lat, aż do roku 1952, kiedy zbudował prototyp samolotu w oparciu o projekt wykonany przez Stinson Aircraft. Samolot miał dwa silniki o mocy 93 kW typu Lycoming O-290-D. Niezadowalające loty próbne sprawiły, że Piper znacząco zmienił projekt wprowadzając mocniejsze silniki o mocy 110 kW. 2 marca 1952 roku dokonano oblotu samolotu Piper PA-23 Apache. W marcu 1954 roku rozpoczęto produkcję seryjną .
W 1962 roku wprowadzono na rynek modyfikację samolotu określaną jako Piper PA-23 Aztec. Aztec w porównaniu do podstawowej wersji został znacznie powiększony. Zastosowano w nim silniki o mocy 185 kW. W siłach powietrznych Stanów Zjednoczonych służyły samoloty Aztec przystosowane do służby wojskowej. Siły powietrzne innych państw także używały Azteków, aczkolwiek w niewielkich ilościach. Na potrzeby rynku brytyjskiego opracowano specjalną wersję samolotu Apache – Piper PA-E23-250 . 
W połowie lat 60. XX wieku firma Seguin Aviation wprowadziła modyfikację samolotu PA-23 o nazwie Geronimo. W modyfikacji Geronimo wprowadzono większą kabinę oraz ster. Zastosowano silniki o mocy 132 kW oraz nowe rozwiązania techniczne. Pozwoliło to na zwiększenie osiągów samolotu.
W 1982 roku zakończono produkcję samolotu. Łącznie wyprodukowano 6977 egzemplarzy.